# Amăgire
A se distinge între înșelăciune sau fraudă, ca fapte și acțiuni pedepsite penal, și înșelare sau amăgire,
 care este un termen general atribuit fenomenului de inducere în eroare (intenționat sau neintenționat).

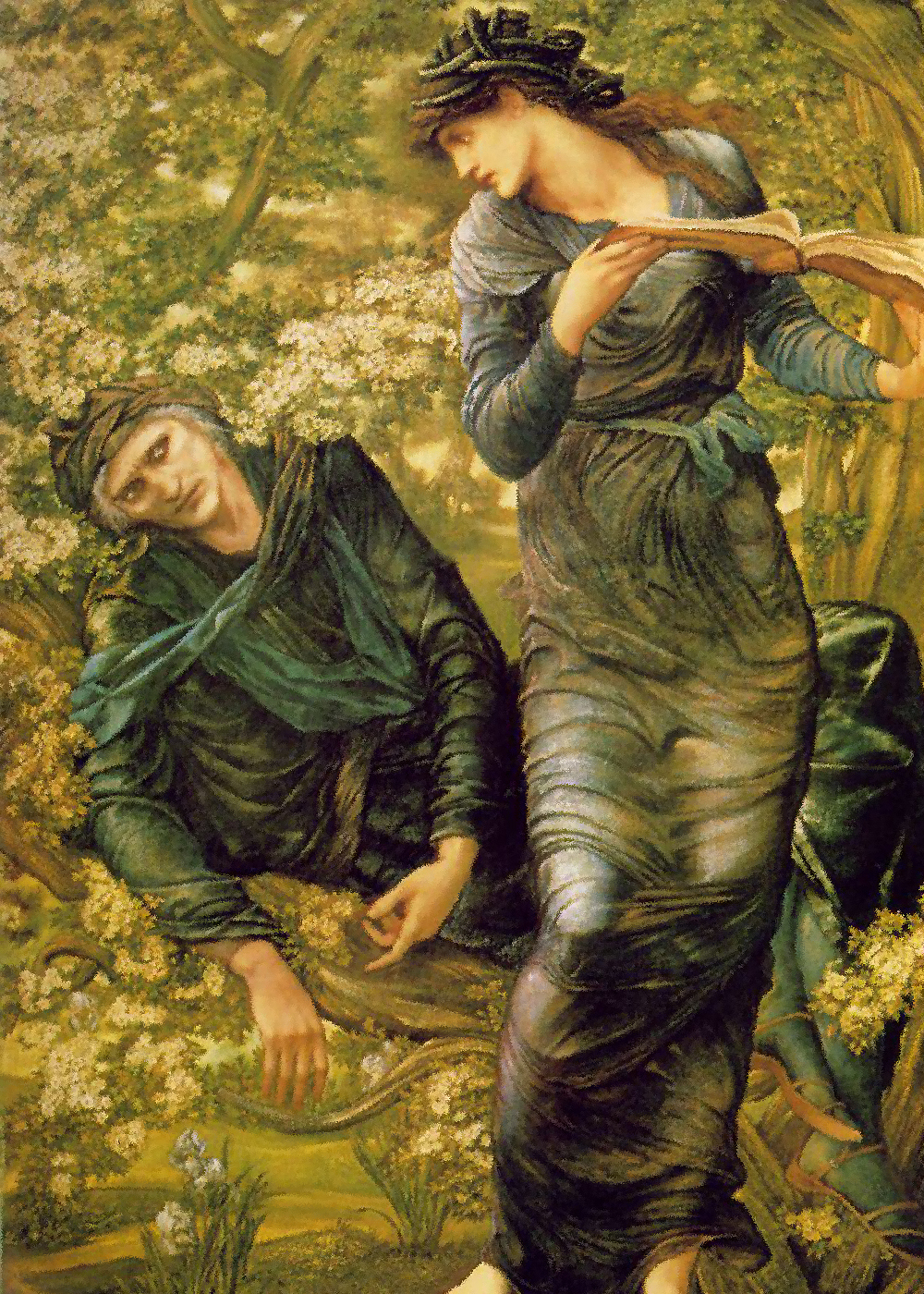
Înșelarea lui Merlin,
de Edward Burne-Jones, 1874

Amăgirea (înșelarea, mistificarea sau subterfugiul) este actul de propagare a unor informații care nu sunt adevărate sau reprezintă doar părți ale adevărului, fie prin prezentarea parțială a realității, fie prin omisiunea unor părți esențiale. Amăgirea implică adesea disimulare, propagandă, uneori prestidigitație, precum și distragerea atenției, camuflaj și/sau ascunderea lucrurilor (reale, conceptuale sau factuale).
Actul de amăgire sau înșelare poate ajunge la forme judiciare, fiind etichetat în justiția penală ca înșelăciune sau fraudă, depinzând de context, gravitate și conjunctură.

## Tipuri
Printre cele mai cunoscute forme de amăgire se numără și cele de mai jos. 
1. Echivocări -- faptul de a produce o afirmație ambiguă, indirectă sau contradictorie.
2. Exagerări -- a prezenta fapte în mod supra-dimensionat.[1]
3. Minciuni -- informație creată de cineva sau o furnizare de informație, care este foarte diferită de adevăr. [2]
4. Minimalizări -- opusul exagerării, prezentarea faptelor ca fiind minore, nesemnificative.[3]
5. Mințirea prin omisiune -- furnizarea de informații lipsite de elementele cele mai importante sau a utiliza comportament menit a ascunde elementele relevante.[4]